# Eucalyptus pauciflora
Eucalyptus pauciflora là một loài thực vật có hoa trong Họ Đào kim nương. Loài này được Sieber ex Spreng. mô tả khoa học đầu tiên năm 1827.

## Hình ảnh

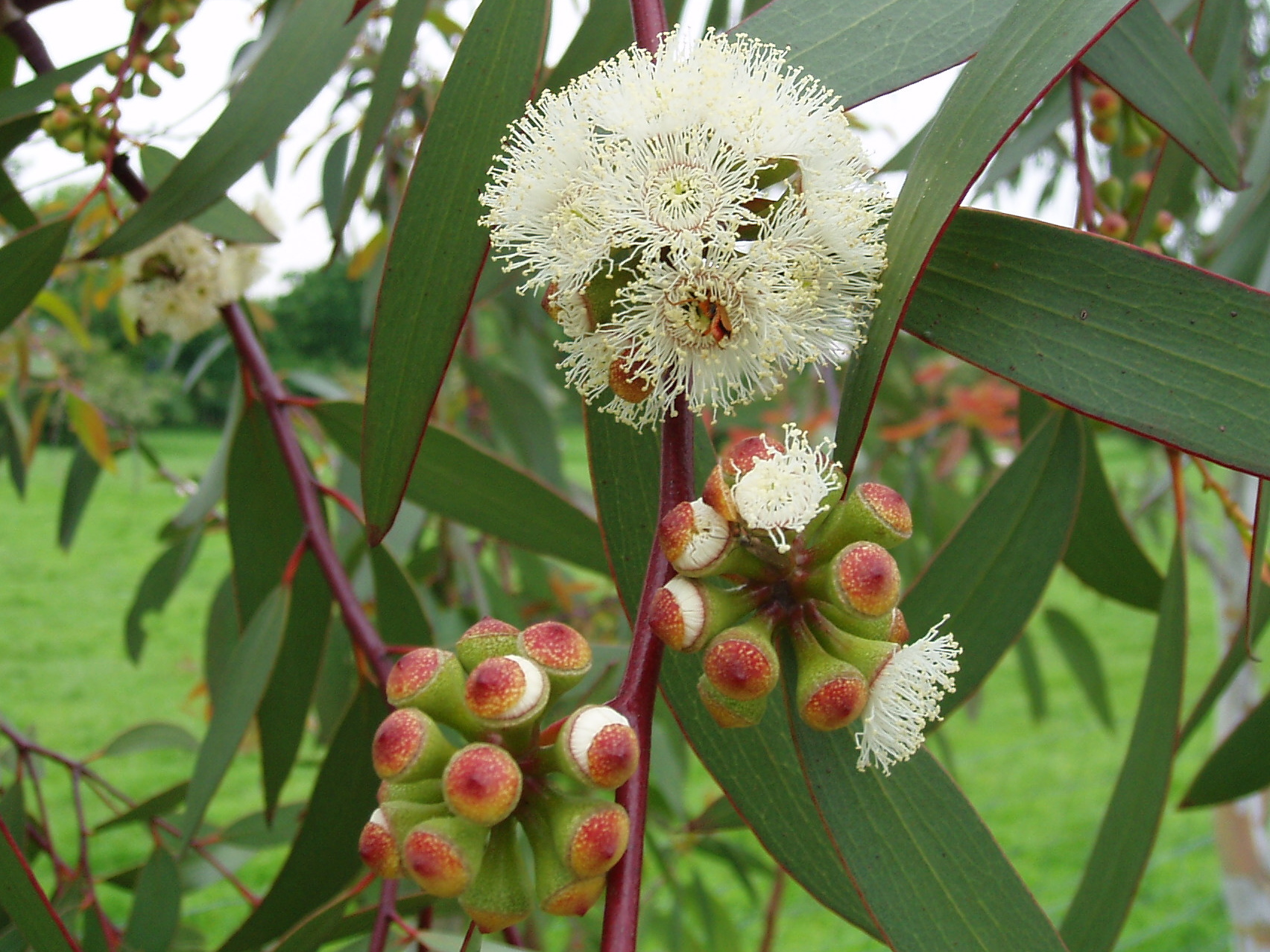
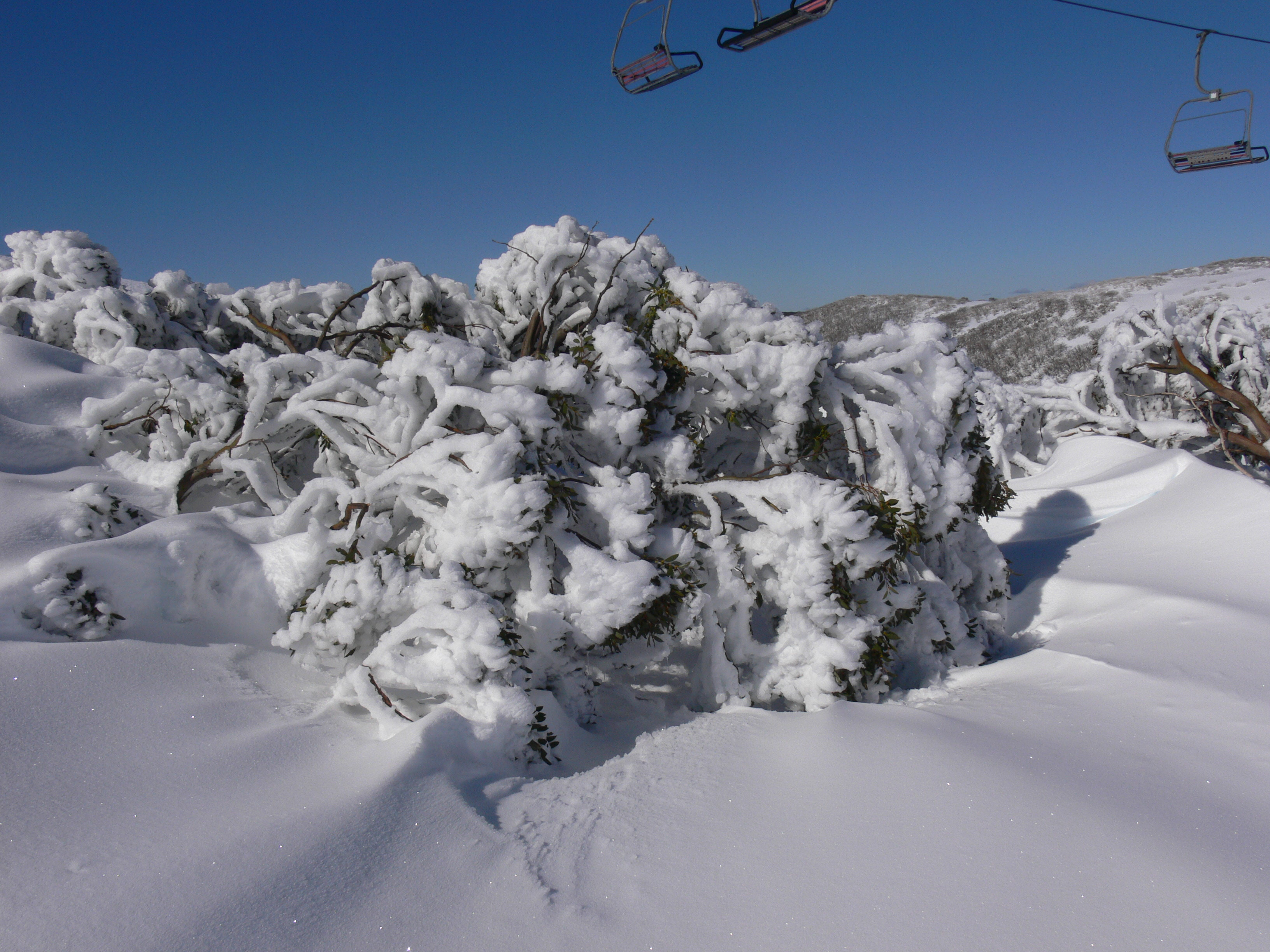
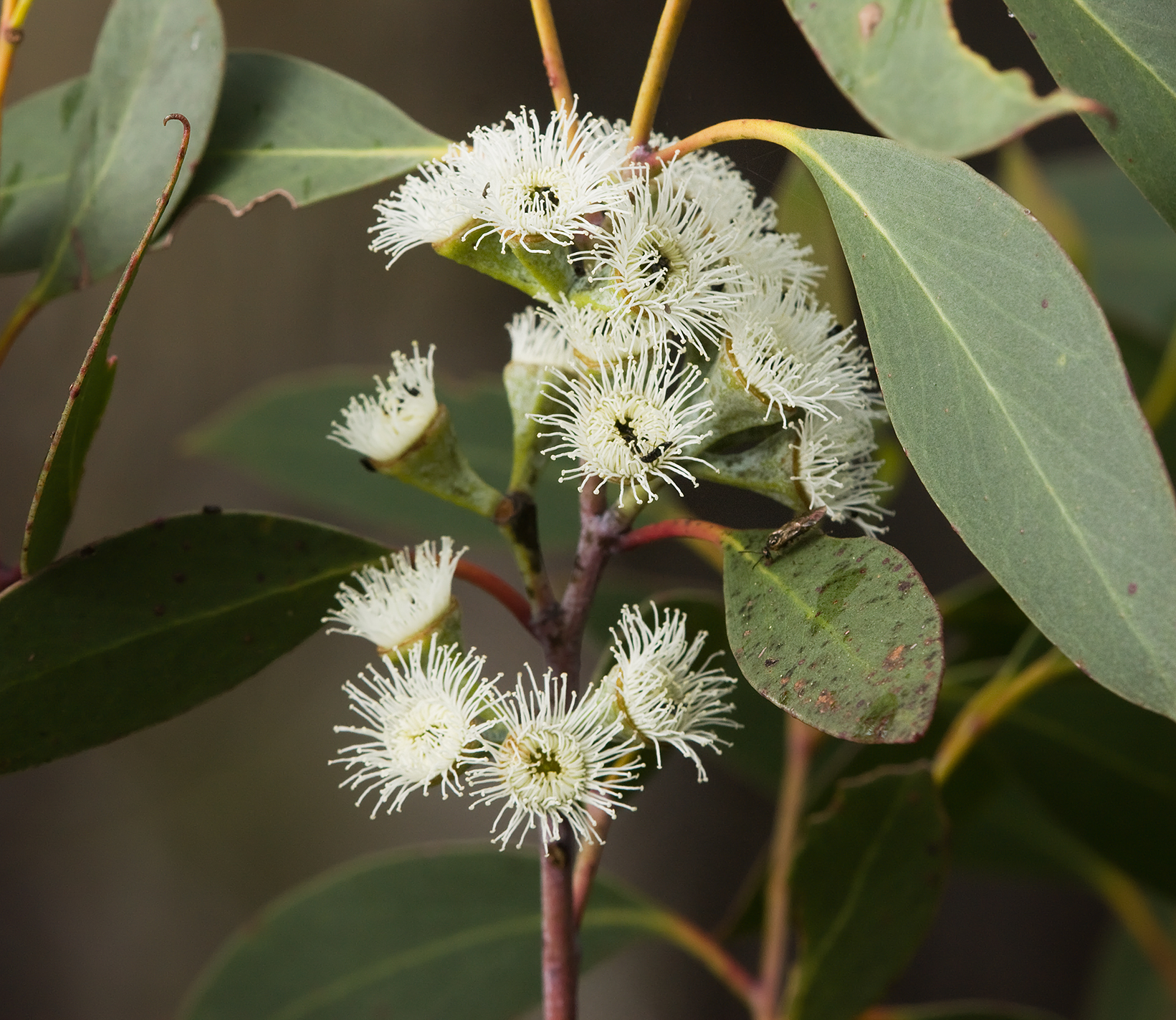
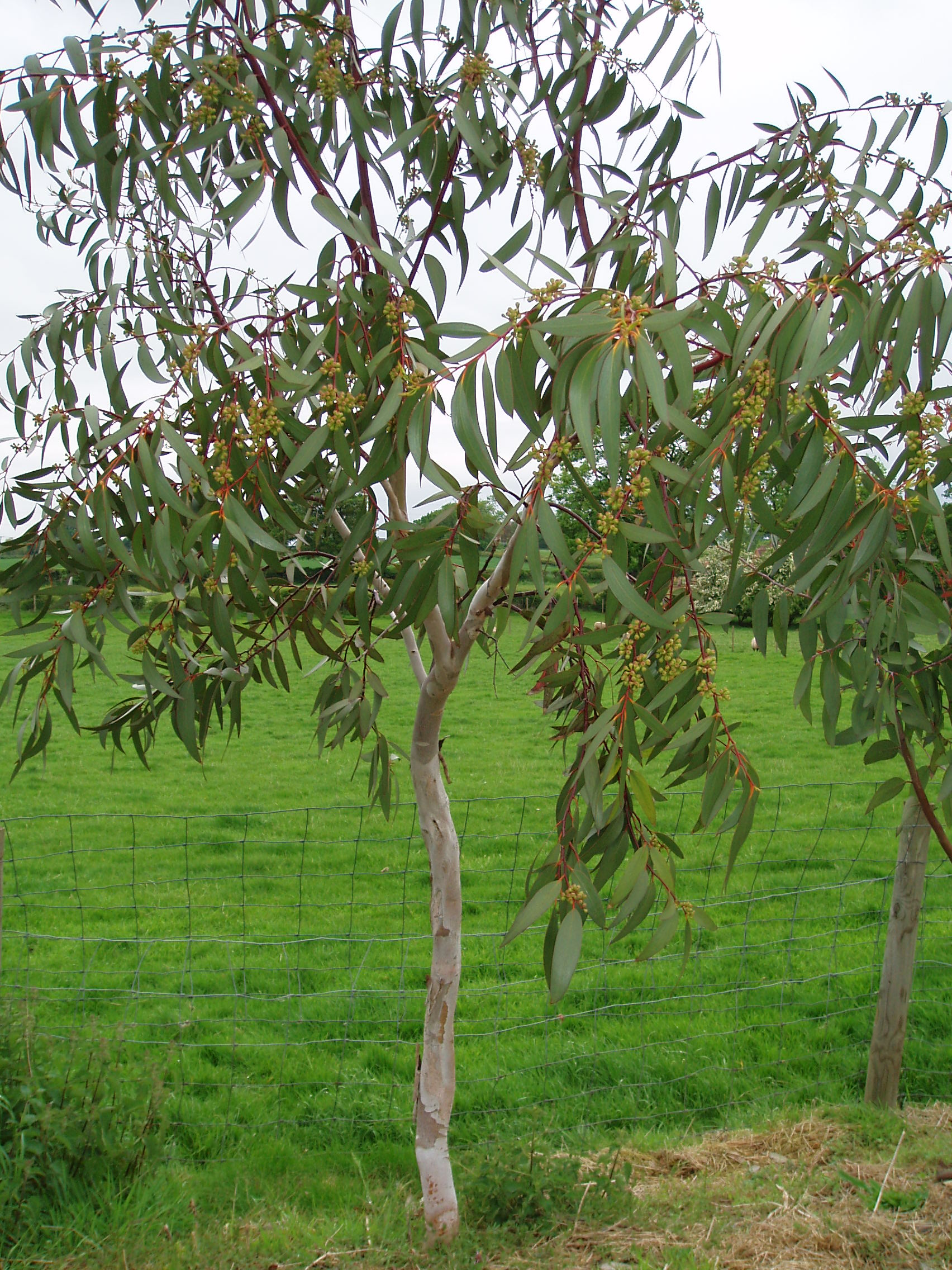